# Pobłędzie
Pobłędzie (Duits: Pablindszen; 1936-1938: Pablindschen; 1938-1945: Zollteich) is een plaats in het Poolse woiwodschap Ermland-Mazurië, in het Gołdapski. De plaats maakt deel uit van de gemeente Dubeninki.